# Bicuíba
Bicuíba é um distrito do município brasileiro de Raul Soares, Minas Gerais.

## Etimologia
O topônimo se deve à árvore homônima presente na região. A bicuíba (Virola oleifera) é típica de região tropical, encontra-se na América do Sul.

## História
1938: O distrito é criado pela lei estadual nº148, de 17 de dezembro. Suas terras foram desmembradas do distrito de Santo Antônio do município de Abre Campo.

## Educação
O setor da educação é atendido pela Escola Estadual Dom Helvécio Gomes de Oliveira.